# خفاش پشمین اتیوپی
خفاش پشمین اتیوپی (نام علمی: Kerivoula eriophora) نام یک گونه از تیره خفاش‌ناهیدی است.